# Faro de Santa Pola

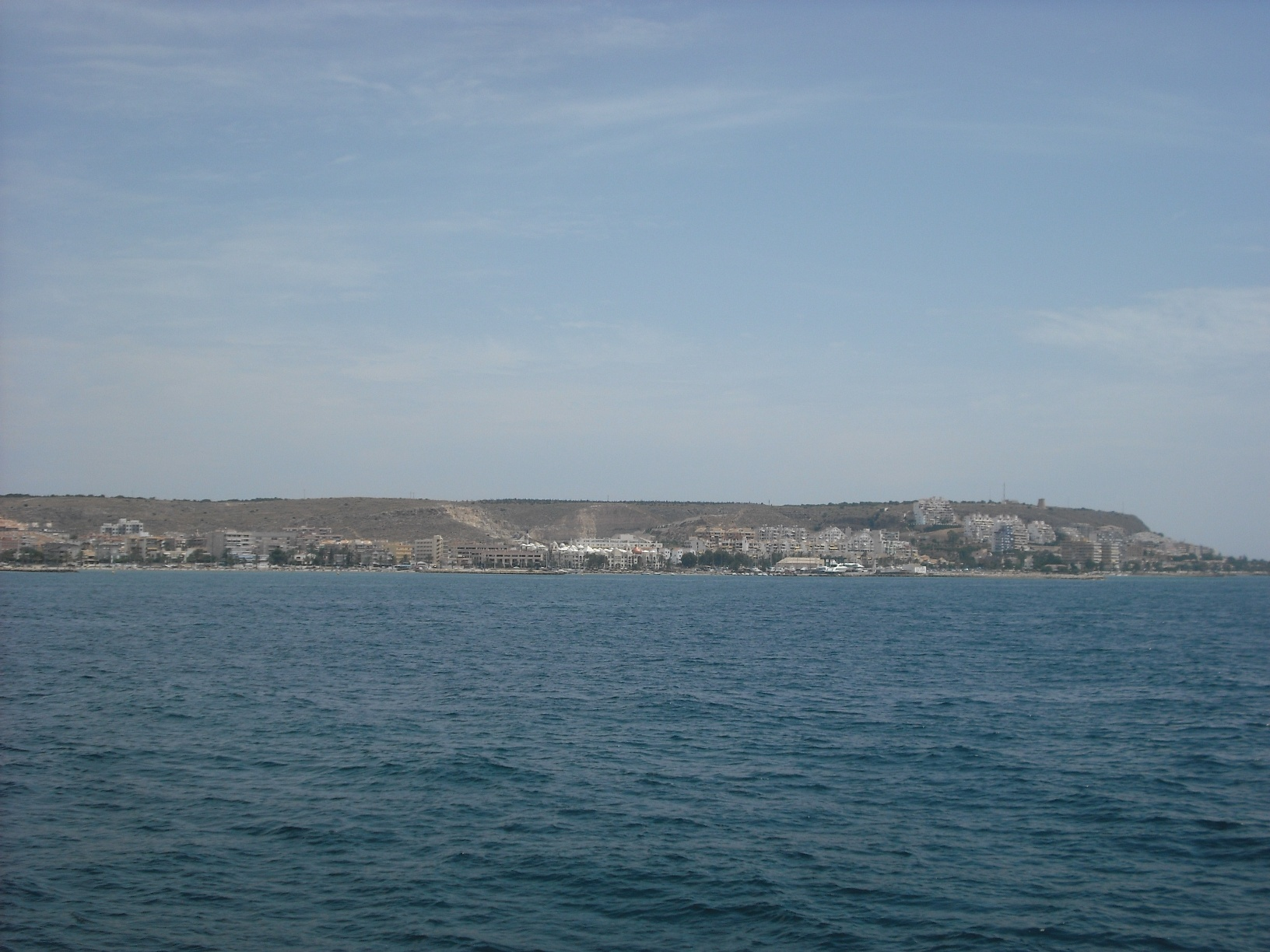
Cabo de Santa Pola desde el catamarán a Tabarca.

El faro del Cabo de Santa Pola está situado en el cabo de Santa Pola, Alicante, desde donde domina tanto la bahía de Alicante como la huerta de Elche y la isla de Tabarca.

## Historia
Se construyó en 1858 sobre la antigua torre de la Atalayola, que, a su vez, se había edificado en 1552. Era una torre de planta cuadrada y rematada por una cornisa. Actualmente se encuentra muy modificada, enlucida y pintada, pero es todavía identificable.